# Newham
Newham es un municipio del Gran Londres (London Borough of Newham) localizado en el este del mismo, en el área conocida como Londres exterior en el Reino Unido. Fue creado por el Acta del Gobierno de Londres de 1963, que entró en vigor el 1 de abril de 1965.
Se formó con la fusión de anteriores municipios del condado de Essex: West Ham e East Ham, dentro del Este de Londres.
Se encuentra 8 km al este de la City de Londres, al norte del río Támesis. Newham fue uno de los seis municipios que albergaron los Juegos Olímpicos de 2012 y en él se encuentra la mayor parte del Parque Olímpico incluyendo el Estadio Olímpico. Según una estimación de 2010, Newham tiene una de las mayores poblaciones de minorías étnicas de todos los distritos del país, sin que predomine un grupo étnico en particular. La autoridad local es el Newham London Borough Council, el segundo más pobre en Inglaterra, aunque otros estudios que usan distintas medidas dan una imagen distinta.
El lema del municipio, de su blasón, es "Progress with the People" (Progreso con el Pueblo). El escudo deriva del que tenía el municipio ondal de West Ham, mientras que el lema es una traducción del que tenía el municipio condal de East Ham, en latín, "Progressio cum Populo".

## Historia
El municipio se formó fusionando el territorio de los siguientes municipios condales de Essex: East Ham y West Ham, como un municipio del recientemente formado Gran Londres, el 1.º de abril de 1965. Green Street y Boundary Road marcan la anterior delimitación entre los dos. North Woolwich también se convirtió en parte del municipio (anteriormente formaba parte del municipio metropolitano de Woolwich, en el condado de Londres) junto con una pequeña zona al oeste del río Roding que previamente había sido parte del municipio de Barking. Newham fue creado como un nombre totalmente nuevo para el municipio.

## Demografía
Según el censo de 2001, Newham tenía 243 891 habitantes. El 39,41% de ellos eran blancos, el 32,51% asiáticos, el 21,58% negros, el 3,38% mestizos, y el 3,09% chinos o de otro grupo étnico. Un 26,17% eran menores de 16 años, un 69,81% tenían entre 17 y 74, y un 4,01% eran mayores de 75. La densidad de población era de 6734 hab/km² y había 91 821 hogares con residentes.
De los 99 911 habitantes económicamente activos, el 81,26% tenían un empleo, el 11,44% estaban desempleados y el 7,28% eran estudiantes a tiempo completo.

## Distritos

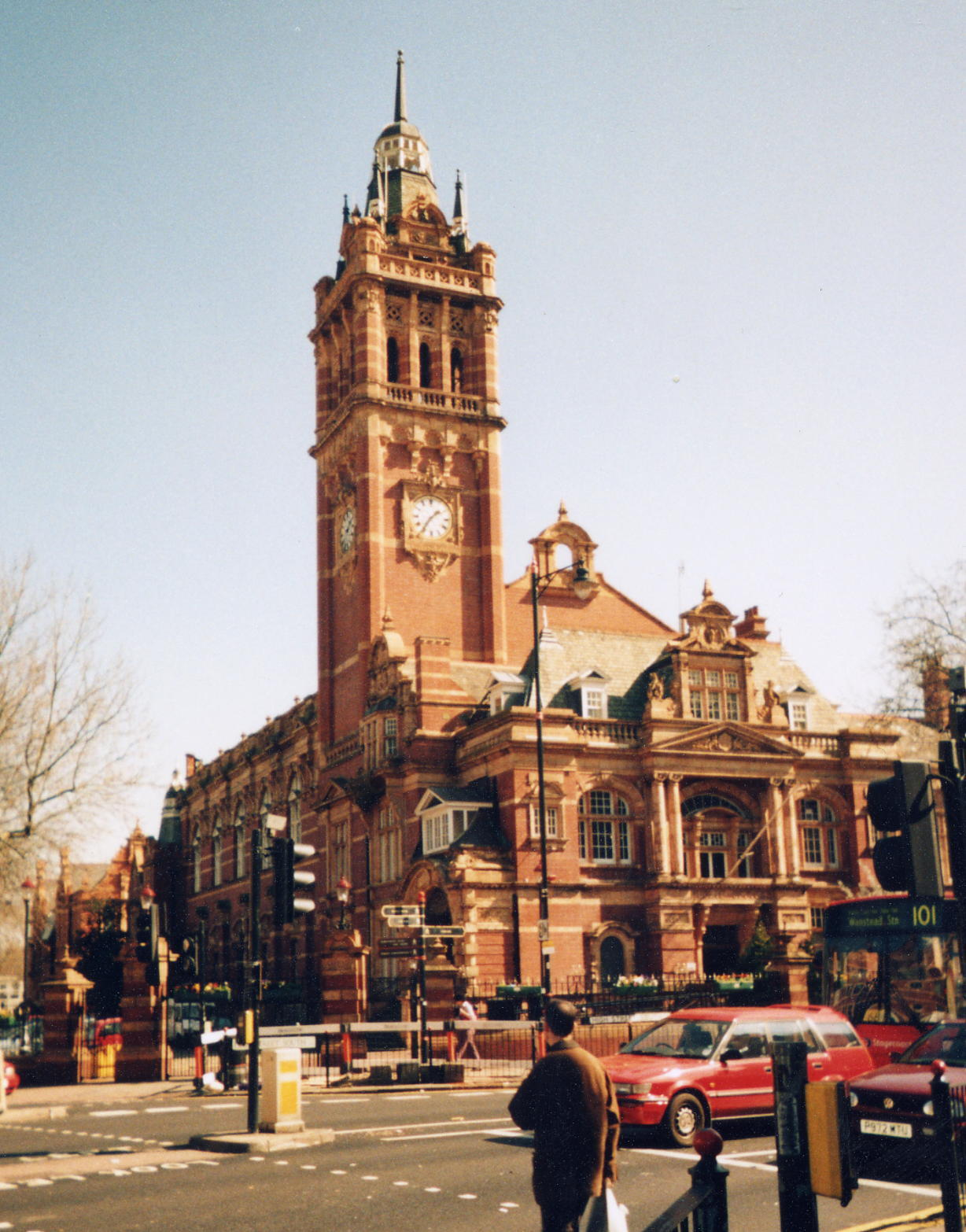
Ayuntamiento de Newham, en East Ham.

- Beckton
- Canning Town
- Custom House
- Cyprus
- East Ham
- Forest Gate
- Little Ilford
- Manor Park
- Maryland
- Mill Meads
- North Woolwich
- Plaistow
- Plashet
- Silvertown
- Stratford
- Stratford City
- Stratford Marsh
- Stratford New Town
- Temple Mills
- Upton
- Upton Park
- Wallend
- West Ham